# Amphiktyon (Attika)
Amphiktyon (altgriechisch Ἀμφικτύων Amphiktýōn), König in Attika, ist eine Gestalt der griechischen Mythologie. Seine Geschwister waren Hellen und Protogeneia. 
Amphiktyon heiratete eine Tochter von Pedias und Kranaos, dem König von Attika. Nach neun Regierungsjahren stürzte Amphiktyon seinen Schwiegervater und bestieg selbst den Thron. Seine Herrschaft dauerte zwölf Jahre, bis er wiederum von Erichthonios vertrieben wurde.
Amphiktyon wird die Einführung des Dionysoskultes in Attika und der damit verbundene Brauch, Wein stets mit Wasser zu vermischen, zugeschrieben. Zu Ehren dieser Tat gab es in Athen eine Figurengruppe, die Amphiktyon bei der Bewirtung des Dionysos und anderer Götter zeigte.